# Martello (Italia)
Martello (en italiano) o Martell (en alemán) es una localidad y comune italiana de la provincia de Bolzano, región de Trentino-Alto Adigio, con 876 habitantes, todos de habla alemana.

## Evolución demográfica
| Gráfica de evolución demográfica de Martello entre 1861 y 2001 |
|                                                                |
| Fuente ISTAT - elaboración gráfica de Wikipedia                |